# Serromyia sierrensis
Serromyia sierrensis är en tvåvingeart som beskrevs av Art Borkent 1990. Serromyia sierrensis ingår i släktet Serromyia och familjen svidknott.
Artens utbredningsområde är Kalifornien. Inga underarter finns listade i Catalogue of Life.